# Fanfan la Tulipe (film 1952)
Fanfan la Tulipe è un film del 1952 diretto da Christian-Jaque.
Ha vinto il premio per la miglior regia al Festival di Cannes 1952 e l'orso d'argento al Festival internazionale del cinema di Berlino lo stesso anno.

## Trama
Fanfan è un giovane scapolo che si diletta a far invaghire giovani donne per poi lasciarle senza sposarle. Di sfondo la guerra tra la Francia e il Maresciallo di Brandeburgo. Pur di scappare da un matrimonio imposto da un padre che lo coglie in flagranza con la figlia, e dopo che la zingara Adelina gli aveva preconizzato una carriera militare e il matrimonio tra lui e la figlia del re, La Tulipe si arruola precipitosamente nell'esercito francese.
Adelina è in realtà figlia del sergente reclutatore La Franchise, quindi la sua predizione è fasulla, usata anche con tanti altri giovani proprio con lo scopo di farli arruolare, ciononostante Fanfan decide di restare e si convince che la premonizione sia corretta. Durante un trasferimento coi soldati, si imbattono in una carrozza che trasporta Madame de Pompadour e la figlia del re Madama Erichetta. Lui da solo sventa un attacco da parte di ladroni, e la figlia del re, per sdebitarsi, gli dà in dono una spilla a forma di tulipano, soprannominandolo "Fanfan la Tulipe".
Fanfan dimostra nuovamente le sue capacità di spadaccino in un duello spericolato con Fortebraccio, suo superiore di grado e invaghito di Adelina. Di lì a poco, con la guarnigione, raggiunge proprio il castello dove dimora Enrichetta, la figlia del re. Convinto ancora dell'amore reciproco e che il destino li vedrà uniti, si introduce spericolatamente nelle sue stanze e la incontra, ma per questa ragione viene arrestato e condannato a morte per impiccagione dal re. Adelina, per intercessione proprio della figlia del re salvata dai ladroni, chiede la grazia a Luigi XV, che inizialmente le permette soltanto di salutarlo un'ultima volta nelle prigioni del palazzo. Anche Fanfan, nel frattempo s'è invaghito di Adelina, e i due si confessano l'amore separati dalle sbarre della cella. Portato alla forca, il ramo dell'albero che sostiene la corda cede d'improvviso. Adelina torna dal re, il quale le impone di godere dei suoi favori in cambio della grazia accordata per Fanfan, ma lei fugge schiaffeggiandolo, aiutata poi dalla figlia del re che la nasconde in un convento.
Fanfan viene avvertito dalla Marchesa di Pompadour, e il giovane, preso dall'euforia racconta a Fortebraccio del luogo in cui si trova Adelina. Il primo valletto del re, corrompendo Fortebraccio in cambio d'una promozione, si avvia coi soldati verso il convento per riprendere Adelina e uccidere Fanfan, che viene però avvertito delle intenzioni dei due e si dirige di gran galoppo verso il convento. In un ultimo duello Fanfan sconfigge Fortebraccio, che cade in un pozzo, ma Adelina viene portata via.
Il ritorno di Fanfan al galoppo alla ricerca di Adelina crea scompiglio tra le guarnigioni in guerra, appostate sulle colline circostanti, generando una serie di decisioni strategiche strampalate tra i soldati del re e il nemico. Fanfan riesce a riprendere Adeline, ma durante la fuga la perde nuovamente e finisce nel quartier generale nemico, dove però riesce inaspettatamente a far arrendere le truppe nemiche ai francesi.
Il re è soddisfatto della vittoria in guerra, anche senza i diecimila morti in battaglia che avrebbe auspicato. Concede quindi la grazia a Fanfan, lo promuove capitano, e gli dà la mano di Adelina, nel frattempo da lui nominata sua figlia adottiva. La falsa profezia iniziale di Adelina, quindi, in qualche modo si avvera: Fanfan fa realmente carriera e sposa proprio la figlia - adottiva - del re.

## Riconoscimenti
- Festival di Cannes
  - 1952 - Prix de la mise en scène
- Festival internazionale del cinema di Berlino
  - 1952 - Orso d'argento